# Гайдсвілл (Каліфорнія)
Гайдсвілл (англ. Hydesville) — переписна місцевість (CDP) в США, в окрузі Гумбольдт штату Каліфорнія. Населення — 1244 особи (2020).

## Географія
Гайдсвілл розташований за координатами 40°33′28″ пн. ш. 124°4′56″ зх. д. / 40.55778° пн. ш. 124.08222° зх. д. (40.557875, -124.082250).  За даними Бюро перепису населення США в 2010 році переписна місцевість мала площу 19,42 км², уся площа — суходіл.

## Демографія
Згідно з переписом 2010 року, у переписній місцевості мешкало 1237 осіб у 485 домогосподарствах у складі 357 родин. Густота населення становила 64 особи/км².  Було 514 помешкання (26/км²).
Расовий склад населення:
| - 89,6 % — білих - 2,7 % — корінних американців - 0,5 % — азіатів - 0,3 % — чорних або афроамериканців - 2,4 % — осіб інших рас |

До двох чи більше рас належало 4,5 %. Частка іспаномовних становила 5,7 % від усіх жителів.
За віковим діапазоном населення розподілялося таким чином: 21,2 % — особи молодші 18 років, 63,6 % — особи у віці 18—64 років, 15,2 % — особи у віці 65 років та старші. Медіана віку мешканця становила 46,2 року. На 100 осіб жіночої статі у переписній місцевості припадало 102,8 чоловіків;  на 100 жінок у віці від 18 років та старших — 102,7 чоловіків також старших 18 років.
Середній дохід на одне домашнє господарство  становив 71 603 долари США (медіана — 58 304), а середній дохід на одну сім'ю — 84 006 доларів (медіана — 75 069). За межею бідності перебувало 12,6 % осіб, у тому числі 11,7 % дітей у віці до 18 років та 9,3 % осіб у віці 65 років та старших.
Цивільне працевлаштоване населення становило 556 осіб. Основні галузі зайнятості: освіта, охорона здоров'я та соціальна допомога — 35,3 %, будівництво — 16,7 %, науковці, спеціалісти, менеджери — 10,1 %, транспорт — 9,7 %.